# Turco (gemeente)
Turco is een gemeente (municipio) in de Boliviaanse provincie Sajama in het departement Oruro. De gemeente telt naar schatting 5.681 inwoners (2018). De hoofdplaats is Turco.

## Indeling
De gemeente bestaat uit de volgende kantons:
- Cantón Chachacomani (centrale plaats: Chachacomani)
- Cantón Cosapata (centrale plaats: Cosapa)
- Cantón Turco (centrale plaats: Turco)